# MFWE T I
Der Benzoltriebwagen MFWE T I gehört zu einer Serie der ersten Triebwagen der Deutschen Werke Kiel (DWK) und entstand 1926. Er wurde durch die Mecklenburgische Friedrich-Wilhelm-Eisenbahn-Gesellschaft (MFWE) beschafft und war eine Weiterentwicklung des DWK-Triebwagens, wie er bei der MFWE  mit dem MFWE T II eingesetzt wurde.
1942 gelangte er nach der Verstaatlichung der MFWE in den Bestand der Deutschen Reichsbahn und erhielt die Betriebsnummer 750. Er verblieb nach 1946 im Westteil Deutschlands und wurde in den Bestand der Deutschen Bundesbahn übernommen, wo er nicht mehr eingesetzt wurde. Er wurde nach 1950 ausgemustert.
Die Triebwagen entsprachen der Typenreihe V und hatten eine kantige Karosserie. Sie gehörten zu den Fahrzeugen der Serie, die umgangssprachlich als Kommissbrot bezeichnet wurden.

## Geschichte
Von dieser Art Triebwagen entstanden bei der DWK eine ganze Reihe schmalspuriger und normalspuriger Fahrzeuge. Ihre Bauartmerkmale waren:
- einmotorige Maschinenanlage
- Ganzstahlwagenkasten mit trapezförmigen Wagenenden
- Drehgestellbauweise
- Dachkühlanlage.

Der stählerne vernietete Wagenkasten wurde im Gegensatz zum MFWE T II mit einer trapezförmigen Stirnfront gestaltet, die ähnlich den Triebwagen DR 751 bis 754 war. Er war bei der Mecklenburgischen Friedrich-Wilhelm-Eisenbahn-Gesellschaft als T I im Bahnbetriebswerk Neustrelitz eingesetzt. Während des Krieges wurde der Wagen mit Flüssiggasantrieb weiterbetrieben. Nach 1946 wurde er in der Reichsbahndirektion Hamburg geführt und wurde dort als VT 85 900 bezeichnet. 1948 stand das Fahrzeug beschädigt im Ausbesserungswerk Opladen. Aufgearbeitet wurde das Fahrzeug nicht mehr, sondern 1950 ausgemustert und 1952 an die Bremervörde-Osterholzer Eisenbahn verkauft, wo es die Bezeichnung T 156 erhielt. 1954 wurde es an die Lüchow-Schmarsauer Eisenbahn weitergegeben. Dort war er bis zur Einstellung des Personenverkehrs 1969 im Einsatz. Im September 1972 wurde er verschrottet.

## Konstruktive Merkmale

Prinzipskizze der Schaltgetriebe von DWK, Quelle Malý atlas lokomotiv2

Der Triebwagen gehörte zur DWK-Modellreihe V. Bei dieser Modellreihe wurde zum ersten Mal bei DWK-Triebwagen die gesamte Maschinenanlage mitsamt ihrem muldenförmigen Maschinentragrahmen im Mittelpunkt der Drehgestelle, in den Spurpfannen gelagert. Ein Austausch der Maschinenanlage konnte ohne Anheben des Wagenkastens durchgeführt werden. Dadurch war die Maschinenanlage durch Abheben von Klappen frei zugänglich und austauschbar. Der Wagenkasten war in Ganzstahlbauweise als Nietkonstruktion hergestellt und hatte die typische Kopfform der Wagen von DWK. Er stützte sich über Schraubenfedern auf den Wiegebalken der Drehgestelle ab. Der Wagenkasten entstand anhand der Vorschriften des Eisenbahnzentralamtes aus Stahlblech geschweißt und vernietet. Das Gerippe bestand aus Stahlträgern, das Dach aus Aluminium. Der Innenraum wurde mit einem isolierten Hohlraum mit Sperrholz verkleidet. Die Fenster waren rechteckig ausgeführt, hatten aber in der Ursprungsausführung ein Oberlicht. Der untere Teil konnte herabgelassen werden. Die Sitze waren in der Holzklasse ausgeführt. Sie waren vorrangig in Queranordnung, in der Mitte befand sich auch ein Bereich mit Längssitzen in der Längsmitte des Wagens.  Das Fassungsvermögen des Wagens betrug etwa 110 Personen, aufgeteilt in ein größeres Abteil 3. und ein kleineres Abteil 2. Klasse. Den Abteilen schlossen sich die Einstiegsräume mit den Führerständen an. Außerdem gehörten noch zur Innenausstattung je zwei Lüfter pro Sitzabteil, Gepäcknetze und Sonnenschutz.
Der Ottomotor, dem der Verbrauch von 215 g pro PS und Stunde bei Volllast angegeben wurde, übertrug seine Leistung über eine Trockenkupplung, die mit Fußbetätigung zu bedienen war, auf ein Vierganggetriebe. Dieses wurde mechanisch mit Zahnradverschiebungen geschaltet und ermöglichte in den einzelnen Gängen die Geschwindigkeiten 12 km/h, 24 km/h, 38 km/h und 60 km/h. Die Kühlung des Motors erfolgte mit Wasser. Die inneren Radsätze jedes Drehgestells wurden über Gelenkwellen und Achsgetriebe angetrieben. Die Radsätze waren in Rollenlagern gelagert.
Für die Wasserkühlung waren auf dem Dach mehrere Lamellenkühler angeordnet. Die Beheizung des Fahrgastraumes erfolgte durch das Motorkühlwasser. Ebenfalls auf dem Dach waren die beiden Brennstoffbehälter platziert. Die Zuführung des Brennstoffes zum Vergaser erfolgte über geschützte Rohrleitungen durch das natürliche Gefälle. Die Beleuchtung des Wageninneren sowie der Scheinwerfer wurde durch zwei Lichtmaschinen sichergestellt. Außerdem waren zwei Batterien von je 100 Ah vorhanden. Batterien und Lichtmaschinen konnten bei Bedarf abwechselnd in Betrieb genommen werden.